# Colin McLeod Robertson
Colin McLeod Robertson (Belfast, Irlanda, 7 de maig de 1870 - Dumbarton, West Dunbartonshire, 2 de juliol de 1951) va ser un regatista irlandès que va competir a començaments del segle xx.
El 1908 va prendre part en els Jocs Olímpics de Londres, on va guanyar la medalla de plata en la categoria de 12 metres del programa de vela com a membre de la tripulació del Mouchette.